# Олмеци
Олмеци (наватл: Људи из земље каучука), или научно Култура Ла Вента, су древна култура Средње Америке.

## Историја
Центри ове цивилизације Ла Вента, Трес Запотес и Сан Лоренсо Теночтитлан налазе се на јужној обали Мексичког залива, у данашњим мексичким државама Табаско и Веракруз. Обиље падавина у овој области омогућавало је становницима да се баве интензивним узгајањем кукуруза. Ова култура се појавила у вишим пределима Мексика (држава Гереро) у 15. веку пре нове ере. У 4. веку п. н. е. уништена су последња насеља културе Олмека.
Олмеци су створили прво писмо у Америци, развили су календар, градили пирамиде, и измислили игру са лоптом.
Били су мајстори у обради камена. Познати су по гигантским скулптурама глава, као и по малим скулптурама од жада.

## Култура
Култура Олмека настала је као прва култура на обалама Мексичког залива. Олмеци су такође били први који су почели ту са изградњом монументалних светилишта и посветних места. Већина стручњака је мишљења да се ту радило о говорном подручију мише-сокеских језика али није познато како су сами себе називали а ознака Олмеци је из језика много каснијих Астека. Људи из земље каучука. Њихова највећа средишта су били Ла Вента, Сан Лорензо, Лагуна де Лос Керос и Трес Запотес, где се налазе њихови најзначајнији споменици. Иза настанка ове можне цивилизације слично као и Мезопотамије стајали су повољни природни услови који су тадашњим људима омогућили развој и процват. Олмечку културу је први пут од културе маја почео разликовати Маршал Х. Савиле који је био директор њујоршког музеја америчких индијанаца.
Олмеци су били настањени у разним регионима данашњег Мексика у доба око 1450. пре н.е. при чему је процват ове културе датиран у 50. годинама пре н.е. У својим седиштима су Олмаци поред монументалних обредних грађевина тесали камене главе огромних димензија које су главни препознатљиви одлике и карактеристике њихове културе поред огромних тесаних олтара, стела и тиркизних мозаика. Олмечка културе се постепено проширује по целом Мексичком заливу и у северну и јужну унутрашњост.
Највећу пажњу заслужује седамнаест исклесаних и сачуваних огромних глава који су тесане у камену а њихова употреба ни данас није позната. Свака од глава је другачија и има другачије детаље, а заједнички елеменат су некакве клесане кациге, које се опет разликују међу собом. И њихове димензије су различите и крећу се од 3,4, метра до најмање од 1, 47 метара. Неке главе су биле закопане или претесане у нове форме а неке уништене од стране наступајућих цивилизација.
Олмеци су поштовали цео ред богова од којих су неки оздрављивали, а неки овладавали тамним силама, и они су били валики део њиховог живота и културе. Практиковали су шаманизам и веровали су да сваки човек има животињског духа у себи. Најзначајнији лик је у олмечким божанствима био јагуар који је поштован посредством много скулптура, а поштовано је и божанство детета јагуара које је било од оца јагуара и људске мајке, и које је овладало муње, гром и кишу. Овом је боженству жртвована крв у обредима који су се вршили у мају. Обред је водио шаман, који би се приближио божанству пушећи дуван или праха дувана и биљки. Дим се према њиховим веровањима дизао у облаке одакле је падала благотворна киша.
Даљим божанством према веровању Олмека била прва мајка и први отац који је био познат као кукурузни бог и украшена змија и који је основао њихову цивилизацију и створио свемир. Двојници Хуналпу и Ксбаланку су победили смрт и били су праоци људства. Кукурузни бог је био представљање живота и смрти које је изразио посредством увек понављајућег пута по небу. Његова глава је изгледала као кукурузни клас што је била инспирација за модификацију лобања мајске деце из племићких породица.
Олмеци су практиковали обреде за пуштање крви јер се у њиховим храмовима нашао велики број керамичких трнова. Ово пак није подкрепљено археолошким доказима иако је нађен известан број пошкођених лобања, бутних костију и целих костура од новорођене деце.
Олмеци су знали за концепт нуле већ четири века пре негу је то употребљавао Птоломеј. Били су добри познаваоци математике и астрономије и њихова знања су употребљавали за проналазак комплексног календара.
Пад олмечке културе је настао услед развоја мајских градова који су нарушили равнотежу унутар области. Година 400. п. н. е. били су опустошена средишта олмечке културе што је значило њен крај.